# Bospark van het Maleisisch Bosonderzoeksinstituut in Selangor
Het Bospark van het Maleisisch Bosonderzoeksinstituut in Selangor is een landgoed, gelegen zestien kilometer ten noordwesten van Kuala Lumpur bij Selayang in Selangor. Het is een door de mens gemaakt regenwoud, geplant vanaf de jaren 1920 op land dat is aangetast door tinwinning. Het omvat wetenschappelijke, woon- en dienstgebouwen, evenals waterpartijen en een padensysteem. Deze site is het resultaat van een eerste herbebossingsexperiment, waarbij dor land werd getransformeerd in laaglandregenwoud. Het is een vroeg voorbeeld van ecologisch herstel en duurzaam landherstel. Het park wordt beheerd door het Forest Research Institute Malaysia (FRIM).
Het 589 hectare grote bospark werd met een bufferzone van 767 hectare in juli 2025 tijdens de 47e sessie van de Commissie voor het Werelderfgoed in Parijs erkend als UNESCO cultureel werelderfgoed en onder de titel "'Bospark van het Maleisisch Bosonderzoeksinstituut in Selangor" aan de werelderfgoedlijst toegevoegd.